# جو ویرا
جو ویرا (انگلیسی: Joe Viera; ۴ سپتامبر ۱۹۳۲ – ۷ آوریل ۲۰۲۴) نوازنده ساکسوفون سبک جاز، مربی موسیقی، استاد دانشگاه، و کارگردان هنری اهل آلمان بود. وی بین سال‌های ۱۹۶۲ تا ۲۰۰۰ میلادی فعالیت می‌کرد.